# バイカル・ブースター

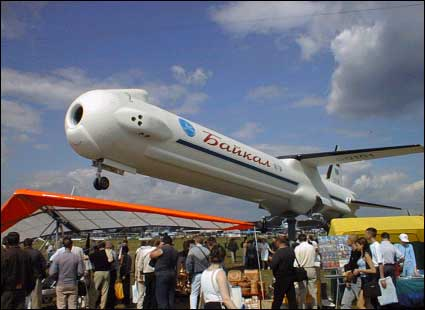
パリ航空ショーで展示されたバイカルのモックアップ

バイカル・ブースター (russ. Байкал) はアンガラ・ロケットシリーズの補助ロケットとして計画された再使用型補助ロケットである。モルニア研究産業会社 (NPO モルニア) でクルニチェフ宇宙センターの為に設計された再使用と飛行帰還システムはブラン再使用型往還機の技術が流用されていた。
ブースターはケロシンと液体酸素を燃焼して約200トンの推力を生み出すRD-191エンジンを備える予定であった。さらに補助ロケットとして飛行時には胴体に平行に主翼を格納する機構を備える予定であった。
高度75km、速度、マッハ5.6でアンガラロケットの2段目からの分離後はバイカルは翼を90度回転させてブースターは反転して滑空して減速する。
旋回飛行によってブースターが亜音速の速度に達すると前頭部のRD-33ジェットエンジンが作動して動力飛行により射場付近の滑走路に水平に着陸する。
この方式によって経済的な優位性だけでなくスペースデブリの落下による危険性を大幅に減らす事が出来る。この危険性を減らす事はアンガラロケットを内陸部のプレセツク宇宙基地から打ち上げる上でとても重要である。
実物大のバイカルのエンジニアリングモックアップが2001年7月に開催されたパリ航空ショーで展示された。類似のモックアップがTsAGIの風洞でマッハ0.5から10で試験された。しかしながらクルニチェフ宇宙センターからの非公式声明によると (2010年時点において) 分離試験を実施するには、まだ時間がかかりそうで実際に打ち上げられるバイカルはル・ブルジェ空港で展示されたモックアップとは外観やデザインが大幅に異なったものになる見通しであるとの事である。
しかしその後の続報もなく、アンガラロケットの開発難航も有り、計画は凍結されたものと推測されている。2018年6月に公表されたロスコスモス等による新たな小型再使用ロケット構想では、バイカルの技術を活用するとしている。

## 使用例
バイカル再使用型補助ロケットの用途は以下のように想定される。:
- 落下するロケットによる完全、または部分的な立入禁止区域をなくす。
- 様々な方位角の軌道へペイロードを投入する事が出来る。
- 先進的なロケットの開発の為に実験装置の試験に使用する
- 軌道へ投入するペイロードの打ち上げ費用を重量あたり25-50%削減する。

アンガラロケットのクラスに応じて異なる数の再使用型補助ロケットを使用する。:
- 軽量級 - 1基の補助ロケット
- 中量級 - 2基の補助ロケット
- 重量級 - 4基の補助ロケット

同じ再使用型補助ロケットを異なるロケットで使用する事も可能

## バイカル-アンガラの技術的な特徴
| 再利用可能な補助ロケットバイカル Cクラス軽量ロケット | 値                            |
| ---------------------------------------------------- | ----------------------------- |
| 乾燥重量                                             | 17,8トン                      |
| 着陸時の重量                                         | 18トン                        |
| 全長                                                 | 28,5m                         |
| 全高                                                 | 8,5m                          |
| 翼幅                                                 | 17,1m                         |
| 帰還距離半径                                         | 410km                         |
| 運行速度                                             | 490km/h                       |
| ロケットエンジンの機種                               | RD-191M 196 tf/212.6 tf       |
| 予定使用回数                                         | 10回 (25回も想定)             |
| 帰還時のエンジンの機種                               | ターボジェット, 最大推力5トン |
| 打ち上げの到達マッハ数                               | 5,64                          |
| 帰還時の巡航飛行:                                    |                               |
| 距離                                                 | 384km                         |
| 速度                                                 | 490km/h                       |
| 着陸速度                                             | 280km/h                       |
| 予定航続距離                                         | 1200                          |

| 再利用補助ロケット«バイカル»を使用した «アンガラ-В»ロケットシリーズ | 仕様                   | 仕様    | 仕様    | 仕様    | 仕様 |
| ------------------------------------------------------------------- | ---------------------- | ------- | ------- | ------- | ---- |
| 機種                                                                | А1-В                   | А3-В    | А5-В    | А4-В    |      |
| 打ち上げ時の重量, (トン)                                            | 168,9                  | 446     | 709     | 700     |      |
| 1段目の補助ロケットの本数                                           | 1                      | 2       | 4       | 4       |      |
| 推進剤:                                                             |                        |         |         |         |      |
| 1段目の重量, (トン)                                                 | О2+RP-1 109.7          | О2+RP-1 | О2+RP-1 | О2+RP-1 |      |
| 2段目の重量, (トン)                                                 | 四酸化二窒素+UDMH 32.2 | О2+RP-1 | О2+RP-1 | О2+H2   |      |
| プレセツク宇宙基地から 打ち上げられるペイロード重量:                |                        |         |         |         |      |
| 低軌道, (高度=200 km, 傾斜角=90°), (トン)                           | 1,9                    | 9,3     | 18,4    | 22,0    |      |
| 静止トランスファ軌道, (トン)                                        | —                      | 1,0     | 4,4     | 5,66    |      |
| 静止軌道, (トン)                                                    | —                      | —       | 2,5     | 3,2     |      |
| 帰還時の燃料重量, (トン)                                            | 2,9                    | 2,9     | 2,9     | 2,9     |      |